# Netastoma rostratum
Netastoma rostratum is een tweekleppigensoort uit de familie van de Pholadidae. De wetenschappelijke naam van de soort is voor het eerst geldig gepubliceerd in 1846 door Valenciennes.